# Dune (film 1984)
Dune è un film del 1984 scritto e diretto da David Lynch.
La pellicola è l'adattamento cinematografico dell'omonimo romanzo di Frank Herbert.
Il film aveva suscitato una forte attesa per la popolarità dei libri di Herbert, ma alla sua uscita fu oggetto di pesanti critiche e ottenne un successo commerciale assai inferiore alle aspettative. Malgrado ciò, con il tempo è divenuto un cult del cinema di fantascienza e ha recuperato abbondanti guadagni nel mercato dell'home video.

## Trama
Nell'Undicesimo millennio l'umanità è diffusa nel cosmo, costituendo un impero governato da una monarchia feudale il cui potere è frammentato tra l'Imperatore e i potenti casati in lotta tra loro. Il fulcro è il pianeta desertico Arrakis, detto Dune, origine della Spezia, una sostanza vitale e insostituibile che prolunga la vita, espande la coscienza e permette ad alcune caste di sostituirsi al computer, tra cui i mostruosi navigatori della Gilda spaziale, detentori del monopolio del trasporto tra le stelle. L'estrazione della Spezia è posta sotto la supervisione e la protezione di una casata designata dall'imperatore.
La Casa Atreides, illuminata e liberale, in fortissima ascesa e popolarità, viene incaricata di sostituire l'acerrima nemica Harkonnen, dispotica e criminale, un piano dell'imperatore Shaddam IV, il quale vede i primi una potenziale minaccia al suo dominio e al contempo il pretesto per i rivali di porre fine all'antica faida.
La Gilda spaziale teme il figlio del duca Leto, Paul Atreides, un giovane dalle visioni profetiche, chiedendo che venga ucciso. La Sorellanza Bene Gesserit, confraternita di sacerdotesse, intende preservarlo credendo nella venuta di un eletto.
Gli Atreides sono consapevoli della trappola ma contano su una loro invenzione, il Modulo Estraniante, un'arma potentissima basata sul suono. Giunti sul pianeta scoprono che i nativi Fremen potrebbero dimostrarsi dei potenti alleati, quando all'improvviso, coadiuvati da un tradimento, gli Harkonnen e lo spietato esercito dell'imperatore, lanciano il loro attacco sbaragliando gli avversari e uccidendo il duca.
Paul e sua madre Lady Jessica riescono a fuggire, per unirsi al popolo nomade dei Fremen, in grado di sopravvivere al clima ostile del pianeta e di cavalcare i giganteschi vermi delle sabbie. Essi hanno atteso a lungo la venuta di un Messia, il Mahdi, che li guidi, dopo secoli di persecuzioni, in un sanguinoso jihad alla conquista del pianeta, per assumere il controllo della Spezia. Paul assume il nome di battaglia Muad'Dib e insegna ai locali a costruire e usare i Moduli Estranianti, per iniziare una guerriglia contro gli Harkonnen.
La casa rivale viene messa in ginocchio e la raccolta sull'orlo della paralisi, al punto da richiedere l'intervento diretto dallo stesso imperatore e del suo esercito che vengono tuttavia accerchiati e catturati dalle forze imponenti di Paul, vittoria coronata dal duello all'ultimo sangue con Feyd-Rautha, successore del signore degli Harkonnen. Paul dimostra i suoi nuovi poteri e adempie alla profezia dei Fremen facendo cadere la pioggia su Arrakis dopo un tempo immemorabile. I Fremen e la Sorellanza riconoscono in lui l'Essere Supremo tanto atteso: il Kwisatz Haderach.

## Produzione
Nei vent'anni trascorsi dall'uscita del libro vi erano già stati vari tentativi di portare Dune sul grande schermo; tutti progetti regolarmente falliti, tra i quali quello più avanzato si doveva ad Alejandro Jodorowsky, il quale nel 1975 aveva coinvolto vari artisti in seguito famosi, da Chris Foss a Moebius a HR Giger, convincendo perfino Salvador Dalí a interpretare il ruolo dell'imperatore e Orson Welles quello del barone Vladimir Harkonnen.
Dopo l'enorme successo di Guerre stellari (1977) e dei suoi seguiti, il produttore Dino De Laurentiis reputò il romanzo di Herbert adatto alla creazione di una saga fantascientifica che potesse competere con quella lucasiana; decise quindi di affidarne la regia al giovane David Lynch, che volle occuparsi anche della sceneggiatura collaborando con lo stesso Frank Herbert. Lynch, che era divenuto famoso pochi anni prima con The Elephant Man, prima di allora non aveva mai girato un film di fantascienza. Aveva anzi rifiutato la regia de Il ritorno dello Jedi (1983), terzo episodio della saga di Guerre stellari, ritenendo che l'opera fosse già troppo definita dal produttore George Lucas. Il giovane regista dunque non si era mai confrontato con una produzione dalle dimensioni faraoniche come quella per Dune: tre anni per studiare il look insieme allo scenografo Anthony Masters (2001: Odissea nello spazio); un anno di lavorazione negli studios di Città del Messico con quattro troupe diverse in 75 set con oltre seicento persone; sei mesi per riprese con gli attori e sei mesi di post-produzione per gli effetti speciali.
Il budget per la produzione del film, di circa 38 milioni di dollari, venne sforato di una cifra variabile tra i quattro e i sette milioni, portando il costo finale da 40 a 45 milioni di dollari a seconda delle stime: Dune è stata così considerata una delle produzioni di fantascienza più spettacolari e dispendiose della storia del cinema per molti anni.

### Cast
La scelta iniziale del cast, di primo piano, fu fatta dallo stesso Dino De Laurentiis con la figlia Raffaella, produttrice del film, e includeva Freddie Jones (The Elephant Man) nella parte del mentat Thufir Hawat, José Ferrer (Cirano di Bergerac) come imperatore Padishah e Max von Sydow nella parte del dott. Liet-Kynes, il planetologo imperiale. Il ruolo femminile di Chani è interpretato da Sean Young, già celebre per Blade Runner.
Gli altri ruoli furono coperti con maggiori difficoltà: Brad Dourif dopo qualche riluttanza fu convinto a interpretare Piter de Vries, il mentat malvagio; al tedesco Jürgen Prochnow - distintosi con il bellico U-Boot 96 - venne assegnata la parte del duca Leto il Giusto; la complessa parte di Lady Jessica, dopo vari ripensamenti, andò a Francesca Annis, già interprete di Lady Macbeth nella trasposizione di Roman Polański. Feyd-Rautha, l'ambiguo e spietato pupillo del barone Vladimir Harkonnen (Kenneth McMillan) fu interpretato dalla rock star Sting (all'epoca leader della band The Police). Inizialmente era stato proprio Sting uno dei candidati per la parte principale, quella di Paul Atreides/Muad'dib.
Per la parte del protagonista furono visionati oltre cento nastri di attori, conosciuti e non, prima di arrivare alla scelta di Kyle MacLachlan. L'allora sconosciuto MacLachlan, divenuto poi un attore-feticcio di Lynch per i suoi film successivi, era un autentico appassionato del libro di Herbert e si dimostrò adatto alla complessa parte di Paul, giovane rampollo tormentato da sogni e visioni mistiche, che matura e diventa il capo e il messia dei Fremen.
Tra i numerosi altri personaggi che hanno parte nella vicenda sono da segnalare Gurney Halleck, il maestro delle armi di Paul, interpretato dall'attore shakespeariano Patrick Stewart (rimasto poi celebre per un altro ruolo fantascientifico, quello del capitano Jean-Luc Picard nella serie tv Star Trek: The Next Generation) e la Shadout Mapes (Linda Hunt). L'attrice italiana Silvana Mangano, moglie di De Laurentiis, tornò sul set dopo molti anni su richiesta della figlia Raffaella, impersonando la Reverenda Madre Ramallo delle Bene Gesserit, in quello che fu il penultimo ruolo della sua carriera.
L'americano Paul Lawrence Smith, solitamente con la barba, qui imberbe a sottolineare il carattere detestabile di "Rabban la bestia", era noto al pubblico italiano per la somiglianza con Bud Spencer, interpretando pellicole del ciclo di Simone e Matteo e il personaggio di Bluto nel Popeye di Robert Altman.
Da sottolineare che gli intimi pensieri dei personaggi vengono resi attraverso una voce fuori campo, scelta molto discussa, dato che molti "puristi" tra critici e cineasti ritengono che tale funzione dovrebbe essere svolta dai dialoghi.

### Effetti speciali
I costumi e le scenografie di Dune furono minuziosamente curati in quanto Lynch concepiva le scene come quadri viventi: ogni pianeta e ogni casata furono accuratamente studiati e resi con scenografie, costumi, luci e fotografia differenti, grazie anche all'apporto del direttore della fotografia due volte premio Oscar Freddie Francis.
Come per gli altri film di fantascienza prima dell'avvento del digitale, la maggior parte dei set, dalle astronavi ai grandiosi palazzi, fu costruita materialmente usando modelli in scala ridotta o reale e sfruttando infine il montaggio per celare errori e imperfezioni. Lynch pretese la costruzione di enormi scenografie, spesso in scala naturale (per questo tornò utile l'esperienza del modellista Kit West, costruttore di astronavi nei film di Guerre stellari). Per dare vita ai titanici vermi delle sabbie e agli inquietanti navigatori della Gilda spaziale fu chiamato Carlo Rambaldi, il massimo esperto di creature meccaniche nonché "padre" dello Xenomorfo di Alien e di E.T. l'extra-terrestre.
La scenografia e i costumi sono volutamente caratterizzati da un eclettismo ottocentesco, apparentemente in conflitto con la collocazione tardo futuribile. Come è noto ai suoi lettori, nell'universo di Dune, conservativo e feudale, regna un comportamento antiscientifico da cui consegue una tecnologia volutamente arretrata.
In apparente controtendenza con la filmografia fantastica anni ottanta, con luci ed effetti pirotecnici, ricorrono memorie dell'ambientazione dei racconti di Jules Verne, della filmografia storica mitologica degli anni sessanta e della fantascienza degli anni cinquanta.
L'immagine della Casa Atreides, stirpe dalle antiche e onorate tradizioni militari, con il loro pianeta d'acque Caladan, è caratterizzata da un singolare stile post-barocco, tra Ludwig di Baviera e il modernismo. Il mondo degli Harkonnen, crudeli e terribili, è caratterizzato dalle atmosfere algide e le cupe scenografie del loro oscuro e inquinato pianeta, Giedi Primo.

## Colonna sonora
La colonna sonora, oltre ai pezzi originali composti dalla rock band dei Toto e di Brian Eno, comprende anche brani tratti da Beethoven, Mahler, Šostakovič e Cherubini, eseguiti dall'Orchestra filarmonica di Vienna. La musica sinfonica e il rock, gli strumenti tradizionali e i sintetizzatori si fondono in un insieme armonico di antico e nuovo.
L'album, registrato nel dicembre del 1984, fu ristampato nel 1997 con l'inserimento di alcuni brani inediti. La band dei Toto è accompagnata dalla Orchestra Sinfonica di Vienna e dal coro della Volksoper di Vienna, diretto da Marty Paich, padre del tastierista del gruppo David Paich.
Il film ricevette la candidatura all'Oscar 1985 per il "miglior sonoro".

## Distribuzione
Del film esistono numerose versioni diverse; sull'autentica lunghezza della pellicola e sulle sue ipotetiche versioni "perdute" si sono peraltro diffuse varie dicerie e leggende, tra cui quella di una misteriosa "versione integrale" di 5 o 6 ore che nessuno ha mai visto. È possibile che tale diceria sia stata alimentata da alcune dichiarazioni dello stesso Herbert, il quale nell'introduzione del libro La strada per Dune, successiva al film, ha scritto: «Ho avuto la possibilità di influenzare alcune decisioni riguardo al film, anche se non sono stato capace di imporre la mia idea sul finale o sui tagli per la versione che sarebbe stata proiettata al cinema. Delle cinque ore originali del film, dalla sala di montaggio sono emersi soltanto i due quinti. Che cos'è stato tagliato?». In realtà è abbastanza normale che un film arrivi al momento del montaggio con svariate ore di girato, che viene selezionato proprio in quella fase.
Per contenerne la durata della versione iniziale di Lynch, di quattro ore circa, furono effettivamente tagliate molte scene e almeno un personaggio minore fu interamente eliminato (la moglie che Paul "eredita" da un Fremen da lui ucciso in duello). È a sua volta falsa la diceria che la versione di Dune distribuita nei cinema sarebbe derivata dalla "cannibalizzazione" di due film diversi (Dune e il suo seguito).
Nel Regno Unito all'uscita nelle sale nel 1984 il film venne tagliato di 37 secondi per ottenere una valutazione "PG", eliminando alcune scene truculente. Tali scene furono reintegrate nella prima edizione per l'home video e nelle successive, che riportano una valutazione di "15".
Anni dopo, rimontando alcune delle scene tagliate, fu messa assieme una versione estesa del film per la televisione statunitense, la cosiddetta "versione Alan Smithee", della durata di 189 minuti, ma tutt'altro che eccelsa nel montaggio, tanto da essere rinnegata dal regista stesso (il cui nome fu appunto sostituito con Alan Smithee, uno pseudonimo usato da vari registi). In tale versione venivano eliminate varie scene per aggiungerne altre inedite. Tali modifiche portarono a una "Extended Edition" della durata di 176 minuti sensibilmente diversa dall'originale proiettato all'epoca nelle sale e poi distribuito su DVD.
Una terza versione, "The Alternative Version" di 183 minuti, in cui la regia viene riaccreditata a David Lynch, presenta un prologo simile, benché non del tutto identico, a quello della "Extended Edition" e contiene tutte le scene significative che mancano nelle altre versioni.
Nonostante varie speculazioni negli anni riguardanti la possibile esistenza di una director's cut di circa tre ore, nell'aprile del 2020 Lynch ha dichiarato di non volere più avere a che fare con il suo vecchio film, smorzando così le voci sulla possibile uscita della sua versione originale.

### Edizione italiana
Il doppiaggio è stato curato dal Gruppo Trenta, con la direzione di Renato Izzo su dialoghi di Alberto Piferi ed Elettra Caporello.

## Accoglienza

### Incassi
Costato circa 40-45 milioni di dollari, il titolo ne recuperò soltanto 31 negli Stati Uniti e riuscì all'incirca a recuperare il costo di produzione grazie agli incassi nel resto del mondo. In Europa, dove il film godette di maggior successo, rimase per numerose settimane in cima alle classifiche del botteghino.

### Critica
Alla sua uscita, il film ha ricevuto giudizi misti da parte della critica. Sul sito Rotten Tomatoes riporta un punteggio del 43% di giudizi positivi basato su 76 recensioni professionali e un punteggio pari a 5.60 su 10, mentre invece è stato generalmente apprezzato dal pubblico, che gli ha dato un punteggio del 65%.
Janet Maslin scrisse sul New York Times che "molti dei personaggi di Dune sono sensitivi, il che li mette nella posizione unica di essere in grado di capire ciò che accade nel film" e che "la trama di Dune è pericolosamente sovraccarica, come praticamente tutto ciò che lo riguarda". Roger Ebert scrisse che "ci sono voluti a Dune circa nove minuti per spogliarmi completamente di ogni aspettativa" e che "questo film è un vero casino, una incomprensibile, brutta, non strutturata escursione inutile nei reami più oscuri di una delle sceneggiature più confuse di tutti i tempi".
Per quanto lo scrittore Frank Herbert, prima della sua morte nel 1986, abbia affermato di essere stato pienamente soddisfatto della rappresentazione fatta da Lynch del suo universo, la trama del film effettivamente risultava complessa (non diversamente dal romanzo) e talvolta oscura, e questo malgrado gli sforzi del regista, che aveva scritto ben sei bozze diverse prima della sceneggiatura definitiva. La difficile comprensione deriva in parte dalla complessità insita nella storia originale, ma anche dai pesanti tagli che furono operati dalla produzione sulla versione finale della pellicola per contenerne la durata.
Benché la maggior parte dei critici dell'epoca avessero giudicato negativamente il film, lo scrittore e critico di fantascienza Harlan Ellison era di parere diverso. Nel suo libro di critica cinematografica Harlan Ellison's Watching (1989) afferma che la produzione di 42 milioni di dollari non riuscì perché ai critici furono negate all'ultimo minuto le proiezioni dopo diverse riprogrammazioni; tale decisione della Universal, secondo Ellison, fece sì che la comunità cinematografica fosse nervosa e ostile nei riguardi di Dune prima ancora della sua uscita. Ellison alla fine fu uno dei pochi a recensire positivamente il film.
Il Morandini scrive che "Lynch ha fatto un film fantastico d'autore, farraginoso, squilibrato, qua e là enigmatico nello sviluppo della vicenda, talvolta geniale. Pittoresca galleria di personaggi. Memorabili i vermoni di Carlo Rambaldi e la fotografia di Freddie Francis"; e che il film fu "stracciato da quasi tutti i critici anglofoni e da molti europei".

## Riconoscimenti
- 1985 – Premio Oscar
  - Candidatura al miglior sonoro